# ほろはにヶ丘高校
『ほろはにヶ丘高校』（ほろはにがおかこうこう、英語: Holohoneygaoka High School）は、日本の女性バーチャルYouTuberグループ・ホロライブおよび、クリエイターユニット・HoneyWorksによる音楽プロジェクト・hololive × HoneyWorksの1枚目のアルバム。HoneyWorks完全プロデュースのもと、架空の高等学校「ほろはにヶ丘高校」を舞台にして青春を描いた作品となっている。

## リリース
本アルバムは、音楽配信版が2024年2月27日、CD版が同年2月28日に、ホロライブの運営元・カバー株式会社の自社レーベル「Cover Corp.」から配信・発売された。形態は、新規書き下ろし楽曲で構成された『ほろはにヶ丘高校 -Originals-』（ほろはにがおかこうこう オリジナルズ、英語: Holohoneygaoka High School -Originals-）、ホロライブの所属タレントがカバーした、既存のHoneyWorksの楽曲で構成された『ほろはにヶ丘高校 -Covers-』（ほろはにがおかこうこう カバーズ、英語: Holohoneygaoka High School -Covers-）、その両方およびオリジナルグッズを収録した『ほろはにヶ丘高校 -Complete Edition-』（ほろはにがおかこうこう コンプリート エディション、英語: Holohoneygaoka High School -Complete Edition-）の3つが存在し、さらに『ほろはにヶ丘高校 -Originals-』および『ほろはにヶ丘高校 -Covers-』には、CDのみの「通常盤」とオリジナルグッズが同梱された「初回限定盤」の2つの形態がそれぞれ存在する。オリジナルグッズは、『ほろはにヶ丘高校 -Originals-』の「初回限定盤」に同梱されたものはクリアケース、『ほろはにヶ丘高校 -Covers-』の「初回限定盤」に同梱されたものはペットボトルホルダー、『ほろはにヶ丘高校 -Complete Edition-』に同梱されたものはその両方および、カラビナ、ミュージック・ビデオで表現しきれなかった本アルバムの世界観をビジュアル化した、全12種のコンセプトイラストカードである。

## ほろはにヶ丘高校 -Originals-

### カバーアート（ほろはにヶ丘高校 -Originals-）
初回限定盤のカバーアートは、音楽配信版の収録曲の歌唱を担当した17名のホロライブの所属タレント・星街すいせい、紫咲シオン、百鬼あやめ、猫又おかゆ、戌神ころね、兎田ぺこら、宝鐘マリン、姫森ルーナ、ラプラス・ダークネス、 鷹嶺ルイ、博衣こより、沙花叉クロヱ、風真いろは、Kobo Kanaeru、Takanashi Kiara、Gawr Gura、Hakos Baelzの写真とシールを貼ったノートブックのイラストで、通常盤のカバーアートは、イラストレーターのモゲラッタが手がけた、海岸にて手を繋ぐ兎田と宝鐘のイラストである。

### チャート成績（ほろはにヶ丘高校 -Originals-）
初週3,368枚として、オリコンチャートによる2024年03月11日付の週間 合算アルバムランキングにて20位、週間 アルバムランキングにて13位、週間 デジタルアルバムランキングにて2位、週間 アニメアルバムランキングにて5位を記録した。また、初週10,057枚として、Billboard JAPANによる2024年03月06日公開のBillboard Japan Hot Albumsにて5位、Billboard Japan Top Albums Salesにて6位、Billboard Japan Download Albumsにて2位を記録した。

### 収録曲（ほろはにヶ丘高校 -Originals-）
#11は、CD版のみに収録されているボーナス・トラックである。
| #1 - 5・7・8・10の作詞、#3・5・7の作曲、#1 - 5・7 - 10の編曲: HoneyWorks・MARUMOCHI、#6・9・11の作詞、#1・2・4・6・8・9 - 11の作曲、#6・11の編曲: HoneyWorks。 |                             |      |            | |      |
| # | タイトル                    | 作詞 | 作曲・編曲 | 歌唱 | 時間 |
| 1. | 「かわいこちぇっく！」      |      |            | 戌神ころね | 2:55 |
| 2. | 「アイドル十ヶ条」          |      |            | 猫又おかゆ、姫森ルーナ | 2:34 |
| 3. | 「Tokyo Wabi-Sabi Lullaby」 |      |            | Gawr Gura | 2:53 |
| 4. | 「ブライダルドリーム」      |      |            | 兎田ぺこら、宝鐘マリン | 3:11 |
| 5. | 「うたげ☆独壇場！」         |      |            | 百鬼あやめ | 2:43 |
| 6. | 「アウトサイダー計画」      |      |            | ラプラス・ダークネス、鷹嶺ルイ、博衣こより、沙花叉クロヱ、風真いろは                                                      | 3:05 |
| 7. | 「パクパク成敗」            |      |            | Hakos Baelz | 2:48 |
| 8. | 「1日ヒーロー」             |      |            | Kobo Kanaeru、Takanashi Kiara                                                                                             | 3:58 |
| 9. | 「リア充★撲滅運動」         |      |            | 紫咲シオン | 3:04 |
| 10. | 「教室に青」                |      |            | 星街すいせい | 4:09 |
| 11. | 「青春アーカイブ」          |      |            | ときのそら、星街すいせい、白上フブキ、湊あくあ、天音かなた、Moona Hoshinova、Airani Iofifteen、Takanashi Kiara、Gawr Gura | 3:06 |

### スタッフ・クレジット（ほろはにヶ丘高校 -Originals-）
- Guitar - Oji（#3・4・10）、中西（#9）
- Bass - さと（#3・10）
- Drums - 裕木レオン（#3・9・10）
- Strings Arrangement - 網野航平（#3・10）、宇都圭輝（#3・10）
- Strings Supervisor - 堤博明（#3・10）
- Strings - 門脇大輔ストリングス（#3・10）
- Programming - ドゥー（#3・4・10）、butter.D（#4・10）
- Mixed by - 米田聖（#3・4・9・10）
- Recorded by - butter.D（#4）、ドゥー（#4）
- Keyborad - 宇都圭輝（#9）
- Piano - 宇都圭輝（#10）

### タイアップ（ほろはにヶ丘高校 -Originals-）
教室に青
- Google Pixel CM『#さぁ何やる青春』BGM
- テレビ番組『あざとくて何が悪いの?』4月クールエンディングテーマ

## ほろはにヶ丘高校 -Covers-

### カバーアート（ほろはにヶ丘高校 -Covers-）
初回限定盤のカバーアートは、音楽配信版の収録曲の歌唱を担当した20名のホロライブの所属タレント・ときのそら、さくらみこ、AZKi、夜空メル、白上フブキ、夏色まつり、大空スバル、大神ミオ、不知火フレア、白銀ノエル、天音かなた、角巻わため、常闇トワ、雪花ラミィ、桃鈴ねね、獅白ぼたん、尾丸ポルカ、Moona Hoshinova、Kureiji Ollie、Anya Melfissaの写真とシールを貼ったノートブックのイラストで、通常盤のカバーアートは、イラストレーターのいちかわはるが手がけた、教室にて会話をするときのとさくらのイラストである。

### チャート成績（ほろはにヶ丘高校 -Covers-）
初週2,436枚として、オリコンチャートによる2024年03月11日付の週間 合算アルバムランキングにて27位、週間 アルバムランキングにて19位、週間 デジタルアルバムランキングにて3位、週間 アニメアルバムランキングにて6位を記録した。また、初週9,288枚として、Billboard JAPANによる2024年03月06日公開のBillboard Japan Hot Albumsにて6位、Billboard Japan Top Albums Salesにて7位、Billboard Japan Download Albumsにて3位を記録した。

### 収録曲（ほろはにヶ丘高校 -Covers-）
#1・3は歌詞の一部が原曲と異なる。また、#11はCD版のみに収録されているボーナス・トラックである。
| 全編曲: HoneyWorks。 |                          |             |            | |      |
| #                    | タイトル                 | 作詞        | 作曲       | 歌唱 | 時間 |
| 1.                   | 「ファンサ」             | HoneyWorks  | HoneyWorks | 夜空メル、白上フブキ、夏色まつり、不知火フレア、白銀ノエル                                                                                   | 4:09 |
| 2.                   | 「イノコリ先生」         | ゴム、shito | ゴム       | 角巻わため、常闇トワ | 5:04 |
| 3.                   | 「motto☆いちごオレ」     | ゴム、shito | ゴム       | さくらみこ | 3:40 |
| 4.                   | 「誇り高きアイドル」     | shito、ゴム | shito      | ときのそら | 4:15 |
| 5.                   | 「シス×ラブ」            | shito、ゴム | shito      | Kureiji Ollie、Anya Melfissa | 3:32 |
| 6.                   | 「大嫌いなはずだった。」 | HoneyWorks  | HoneyWorks | 獅白ぼたん、尾丸ポルカ | 5:07 |
| 7.                   | 「東京サマーセッション」 | ゴム、shito | ゴム、Oji  | 大空スバル、天音かなた | 3:48 |
| 8.                   | 「決戦スピリット」       | HoneyWorks  | HoneyWorks | Moona Hoshinova | 4:31 |
| 9.                   | 「同担☆拒否」            | shito、ゴム | shito      | 桃鈴ねね | 4:11 |
| 10.                  | 「センパイ。」           | HoneyWorks  | HoneyWorks | AZKi、大神ミオ、雪花ラミィ | 5:16 |
| 11.                  | 「可愛くてごめん」       | shito       | shito      | ロボ子さん、アキ・ローゼンタール、癒月ちょこ、猫又おかゆ、宝鐘マリン、桃鈴ねね、ラプラス・ダークネス、博衣こより、Pavolia Reine、Ceres Fauna | 不詳 |

### スタッフ・クレジット（ほろはにヶ丘高校 -Covers-）
- Guitar - Oji（#3）、ドゥー（#4）、中西（#9）
- Bass - kyo（#3・4）、さと（#9）
- Drums - 樋口幸佑（#3）、裕木レオン（#9）
- Key - mamushi（#3）
- Mixed by - NNZN（#3・9）
- Piano - 宇都圭輝（#4・9）
- Programming - ドゥー（#9）
- All other instruments - shito（#9）

## ほろはにヶ丘高校 -Complete Edition-
カバーアートは、楽譜を持つ人物の下半身のイラストである。初週9,299枚として、オリコンチャートによる2024年03月11日付の週間 合算アルバムランキングにて9位、週間 アルバムランキングにて8位、週間 アニメアルバムランキングにて1位を記録した。

## ライブ
CD版の『ほろはにヶ丘高校 -Originals-』および『ほろはにヶ丘高校 -Covers-』の収録曲全22曲が披露された「HoneyWorks stage」が、ホロライブのライブ「hololive 5th fes. Capture the Moment Supported By Bushiroad」の公演の一つとして、2024年3月17日に行われた。